# شیننو

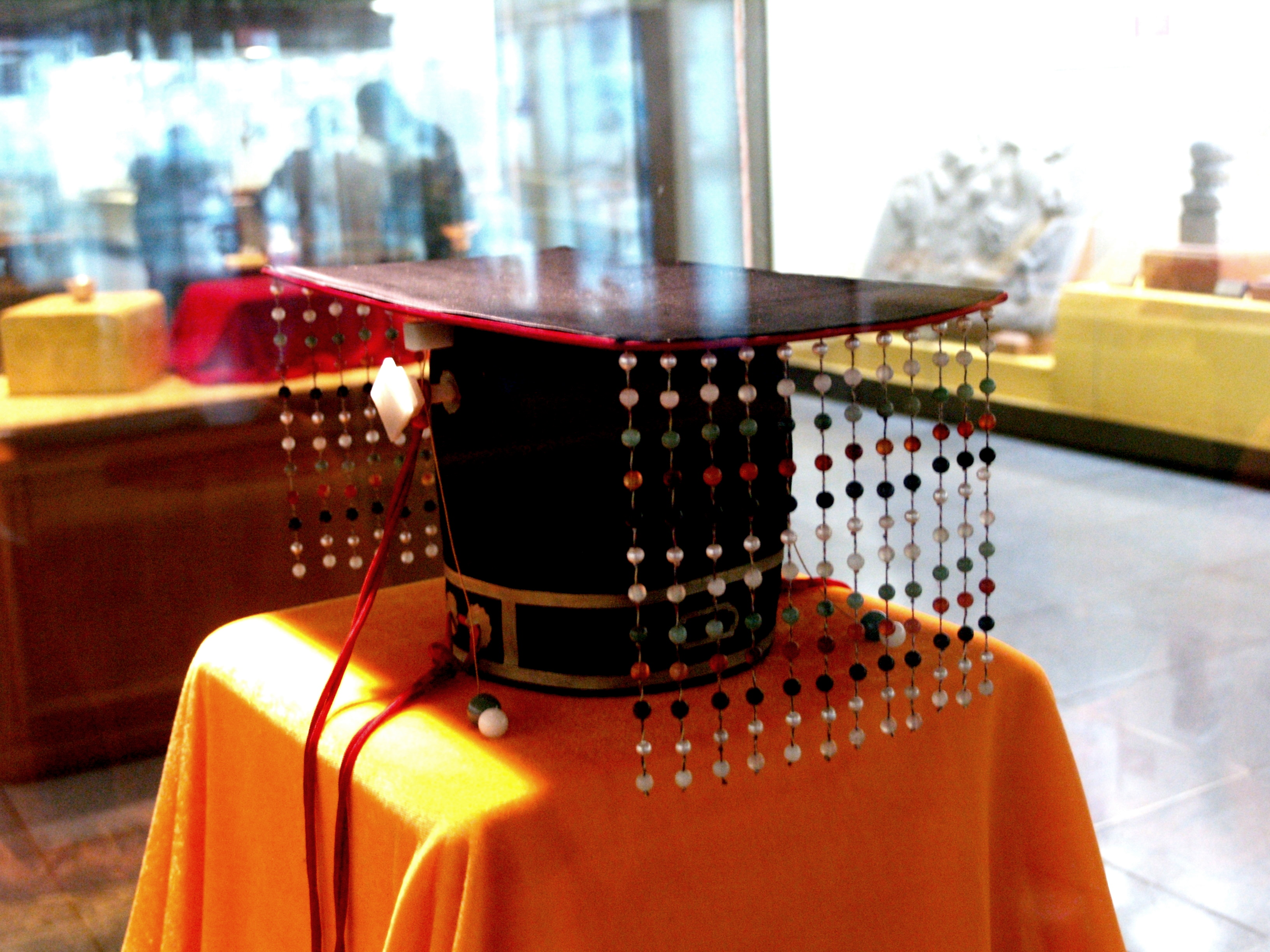
نمونه ای از کلاه مخصوص سلطنتی

شیننو (به ژاپنی: 親王)، عنوانی که به شاهزاده‌های مشروع و پسران شاه در یک خاندان سلطنتی در شرق آسیا اعطا شده‌است. این عنوان در اصل در سلسله‌های چینی (بعد از جین) استفاده می‌شد، همچنین در ژاپن، کره (کشور) (دوره امپراتوری کره) و ویتنام پذیرفته شده‌است.